# Cybister explanatus
Cybister explanatus är en skalbaggsart som beskrevs av Leconte 1852. Cybister explanatus ingår i släktet Cybister och familjen dykare. Inga underarter finns listade i Catalogue of Life.

## Bildgalleri

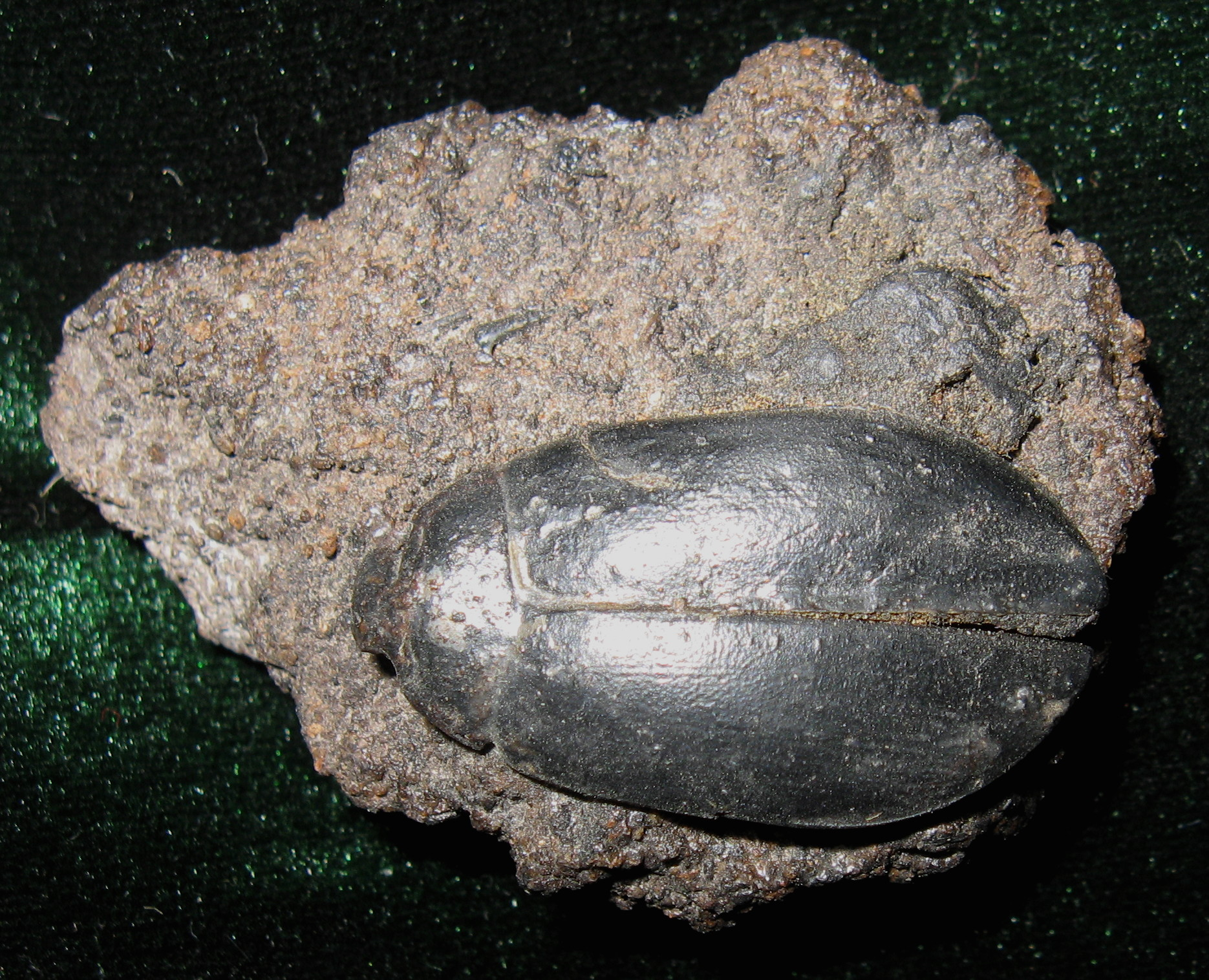